# Георги Жабленски
Георги Иванов Жабленски е български едър търговец и земеделец от Радомирско през XIX век.
Роден е през 1848 г. в с. Жабляно, Радомирско, в състоятелно семейство на търговци на добитък. Началното си образование получава в с. Лобош, по-късно (1860 – 1861) учи в Самоков при даскал Тодор Пеев.
След Априлското въстание е арестуван и попада в софийския затвор заедно с Величко Хаджиангелов.[източник? (Поискан днес)]
Взима участие в Учредителното събрание в Търново през 1879 г. като единственият представител "по избор" от Радомирско.
Делегат и в III ВНС, както и V ОНС. Консерватор.
Починал 1919, Радомир.